# Mishandelingen op Mallorca op 14 juli 2021
Op 14 juli 2021 vonden er in de vroege ochtend mishandelingen plaats op de boulevard van Playa de Palma in El Arenal, op het Spaanse eiland Mallorca. Een Nederlandse vriendengroep viel meerdere mensen aan in het uitgaansgebied. Eén slachtoffer overleed aan zijn verwondingen, een 27-jarige Nederlander.

## Verloop
Het geweld begon op de vroege ochtend van 14 juli in een kroeg waar zeker één slachtoffer werd mishandeld. Volgens een getuige zou de aanleiding een 'omgestoten bierglas' zijn geweest. Een groep van dertien Nederlanders in de leeftijd van achttien tot twintig jaar werd vervolgens de horecagelegenheid uitgezet. Op de boulevard vielen leden van deze groep daarna doelbewust andere mensen aan.
Ook de 27-jarige Nederlander werd aangevallen. Hij werd onder meer tegen zijn hoofd geschopt terwijl hij al op de grond lag en overleed vier dagen later aan zijn verwondingen.

## Verdachten
Het Openbaar Ministerie kon op basis van dertig verklaringen van getuigen en overgedragen camerabeelden uit Spanje na enkele weken de eerste verdachte arresteren, Sanil B.. Hij wordt verdacht van tweemaal poging tot doodslag en later werd hier ook nog betrokkenheid bij de dood van een van de aangevallen personen aan toegevoegd. Twee dagen later werd Hein B. gearresteerd. Hij wordt verdacht van het medeplegen van de doodslag. De derde verdachte, Mees T., werd op 13 augustus gearresteerd en wordt verdacht van het medeplegen van doodslag en poging tot doodslag op een andere man.
De Mallorca-zaak vergaarde nationale bekendheid door de heksenjacht die volgde nadat het nieuws van het overlijden van een van de aangevallen personen bekend werd gemaakt. Het duurde bijna een maand voordat de eerste verdachte werd aangehouden. Op de actualiteitenwebsite GeenStijl werden na enkele weken de volledige namen en foto's van de hele groep betrokkenen gepubliceerd. Het OM sprak hierna van een "digitale heksenjacht".